# Die Bestechlichen
Die Bestechlichen (Originaltitel: Les Ripoux) ist eine französische Filmkomödie von Claude Zidi aus dem Jahr 1984 mit Philippe Noiret und Thierry Lhermitte, die den César unter anderem in der Kategorie Bester Film gewann. Zwei Fortsetzungen folgten.
Der faule korrupte Pariser Inspektor René Boirond genießt sein Leben mit den Vergünstigungen der Unterwelt. Sein neuer Partner François Lesbuche hingegen ist ein gesetzestreuer Streber frisch von der Hochschule, den das alte Schlitzohr erst auf den Geschmack bringen und sanft auf seine Seite ziehen muss.

## Handlung
René Boirond ist seit 20 Jahren Inspektor in Paris. In seinen Abschnitten ist er bekannt und hat sich mit den Kleinkriminellen der Straße schon lange auf kleine Vergünstigungen verständigt, für die er bei Glücksspiel, Straßenverkauf, aber auch kleinen Einbruchsdelikten ein Auge zudrückt. Er selbst ist Genusstrinker, leidenschaftlicher Pferdenarr und bei Pferdewetten aktiv. Sein Traum ist es, eine Kneipe nahe der Pferderennbahn zu besitzen.
Eines Tages wird René mit dem jungen François Lesbuche aus Épinal ein strebsamer und unbestechlicher Partner an die Seite gestellt, der nicht trinkt, dafür aber die Gesetze lernt, will er doch in wenigen Jahren Kommissar werden. Plötzlich ist René gezwungen, in seinem Lieblingslokal für Speisen zu zahlen, und er kann die üblichen Kleinkriminellen nur noch heimlich laufen lassen. Als François eines Tages stolz einen Handtaschendieb aufs Revier bringt, setzt René eine Erklärung auf, nach der der Mann die Tasche gefunden und selbst zur Polizei gebracht hat. François ist irritiert, lernt aber schnell, dass es eine interne Verordnung gibt, nach der Kleinstdelikte nicht verfolgt werden sollen, damit das Viertel nicht zu einem der Ganovenviertel von Paris erklärt wird. René erteilt François nun einige Lektionen: Er lässt ihn einen Kriminellen befragen, der als „Märtyrer“ unter den Kollegen bekannt ist, verletzt er sich bei Befragungen doch stets selbst. François beteuert, dem stark blutenden Mann nichts getan zu haben, und René gibt vor, die Angelegenheit für ihn beim Chef zu klären. Zudem setzt René die junge Natasha auf François an, die vorgibt, Morddrohungen zu erhalten. Sie führt ihn später in ein Lokal, wo François am Ende eine horrende Rechnung zu begleichen hat. Nach einem missglückten Tipp im Pferderennen, den René eingefädelt hat, ist François schließlich pleite. Er beginnt, sich für die kleinen Nebenverdienste Renés zu erwärmen, nicht zuletzt, um Natasha weiterhin sehen und ausführen zu können.
Über Renés Kontakte wird François neu eingekleidet und lernt, bei den Straßenhändlern und Glücksspielern nebenbei zu verdienen. Er erfährt, wer René wegen welcher Verfehlung schmiert, sei es Schwarzarbeit oder heimliches Pokern. Doch nach einer Weile ruft auch die echte Arbeit. Schon lange ist die Pariser Polizei hinter dem Gauner Camoun her, der Drogenhandel im großen Stil betreibt. Zufällig bemerkt René eines Tages, dass das Haus, in dem Camoun agiert, mit einem zweiten verbunden ist, sodass der Gangster jederzeit über einen vollkommen unbewachten Nebenausgang fliehen könnte. Bevor er die Erkenntnis an seinen Chef weitergeben kann, übernimmt eine Sonderkommission den Fall. Für die kleinen Polizisten René und François ist in der Sache Camoun nichts mehr zu tun. Geplant ist, Camoun beim Verkauf seiner Drogen zu stellen. Dabei soll Stoff für eine Million Dollar verkauft werden. François will Camoun das Geld abnehmen und erpresst René, bei der Aktion mitzumachen. Tatsächlich gelingt es beiden, Camoun in der Nacht das Geld zu entwenden, während die Soko das Gebäude stürmt. Camoun setzt mit seinen Leuten jedoch zur Verfolgung des Polizeiwagens an. François stürzt sich aus voller Fahrt mit dem Geld in die Seine, während René Camoun und seine Männer später mithilfe eines Großbrandes samt Explosion umbringt. René wird vor Gericht gestellt und gibt vor, dass er das Geld nur habe sichern wollen, um es später der Soko zu übergeben. Die Scheine wiederum seien beim Brand vernichtet worden. René wird zu zwei Jahren Haft verurteilt und hört in dieser Zeit nichts von François, der nach vier Monaten seinen Dienst quittiert. Mit seiner Geliebten Simone glaubt René, dass François ihn betrogen habe. Den Pferdewetten schwört er enttäuscht ab. Nach zwei Jahren wird René aus der Haft entlassen. Er wird von François und Natasha sowie Simone empfangen. François hat René ein Rennpferd gekauft, das noch am selben Tag bei seinem ersten Pferderennen starten wird. Zudem gehört nun auch die Kneipe am Rennplatz, die er immer haben wollte, René. Fröhlich entfernt sich die Gruppe vom Gefängnis.

## Produktion
Die Bestechlichen wurde in Paris gedreht. Der Film kam am 19. September 1984 in die französischen Kinos und lief am 3. Mai 1985 auch in den bundesdeutschen Kinos an. In den Kinos der DDR war der Film ab 5. Juni 1987 zu sehen. Deutsche Fernsehpremieren waren am 3. Oktober 1987 in der ARD sowie am 21. Januar 1989 auf dem DFF (DDR). Im Jahr 2005 erschien der Film auf DVD.

## Synchronisation
| Rolle            | Darsteller        | Synchronsprecher  |
| ---------------- | ----------------- | ----------------- |
| René             | Philippe Noiret   | Horst Schön       |
| François         | Thierry Lhermitte | Ulrich Matthes    |
| Kommissar Bloret | Julien Guiomar    | Joachim Nottke    |
| Pierrot          | Pierre Frag       | Karl-Ulrich Meves |
| Franck           | Jacques Frantz    | Karl Schulz       |

## Kritik
Für das Lexikon des internationalen Films war Die Bestechlichen ein „hervorragend gespielter und fesselnd inszenierter ‚film policier‘, der sein ernstes Thema – die Korruption der Polizei – zu einer Burleske umformt.“ Cinema lobte den Film als „absurde[n], gnadenlos witzige[n] Polizeifilm von Claude Zidi“ und fasste zusammen: „Ein Knaller: fesselnd und zudem urkomisch“.

## Auszeichnungen
Der Film gewann 1985 drei Césars: In der Kategorie Beste Regie (Claude Zidi), Bester Schnitt (Nicole Saunier) und Bester Film. Zudem war er in den Kategorien Bester Hauptdarsteller (Philippe Noiret) und Bestes Originaldrehbuch (Claude Zidi) für einen César nominiert.